# Radio Amateur Society of Thailand
Die Radio Amateur Society of Thailand (thailändisch สมาคมวิทยุสมัครเล่นแห่งประเทศไทย, kurz: RAST, deutsch wörtlich: „Amateurfunk-Vereinigung von Thailand “) ist der nationale Amateurfunkverband Thailands.
Er wurde 1964 unter der Schirmherrschaft Seiner Majestät, des damaligen Königs von Thailand, durch eine Gruppe thailändischer Funkamateure mit dem Ziel gegründet, Funktechnik zu entwickeln und als Kommunikationsmedium zu nutzen. Erst 1987 gelang es, die thailändischen Amateurfunkbestimmungen auszuarbeiten, die endlich im Januar 1988 in Kraft traten. Ab diesem Datum stand der Amateurfunk in Thailand allen daran Interessierten offen. Inzwischen hat die RAST über 700 Mitglieder.
Der Verband ist Mitglied der International Amateur Radio Union (IARU Region 3), der internationalen Vereinigung von Amateurfunkverbänden, und vertritt dort die Interessen der Funkamateure des Landes.